# Şanlıurfa (tỉnh)
Şanlıurfa (tiếng Syriac: Urhoy, tiếng Thổ Nhĩ Kỳ: urfa, Tiếng Ả Rập: ar-Rûha) là một tỉnh ở đông nam Anatolia, Thổ Nhĩ Kỳ, có đường biên giới với các tỉnh Aleppo, Ar-Raqqah và Al-Hasakah của Syria. Thành phố Şanlıurfa là tỉnh lỵ của tỉnh này. Dân số tỉnh này theo ước tính năm 2006 là 1.700.352.
Dân số năm 1990 là 1.001.455 người. Dân số tỉnh lỵ Şanlıurfa là 829.000 người.

## Các quận, huyện
Şanlıurfa được chia thành 11 đơn vị cấp huyện (tỉnh lỵ được bôi đậm):
- Akçakale
- Birecik
- Bozova
- Ceylanpınar
- Halfeti
- Harran
- Hilvan
- Şanlıurfa
- Siverek
- Suruç
- Viranşehir

## Địa lý
Tỉnh này có diện tích 18.584 km², tỉnh lớn nhất ở đông nam Anatolia. Tỉnh này tiếp giáp:
- Adıyaman về phía bắc;
- Syria về phía nam;
- Mardin và Diyarbakır về phía đông;
- Gaziantep về phía tây;